# Ô tác đen
Ô tác đen (danh pháp khoa học: Afrotis afra) là một loài chim trong họ Ô tác. Ô tác đen là loài đặc hữu Nam Phi.